# Axios (website)
Axios (gestileerd als ΛXIOS) is een Amerikaanse nieuwswebsite gevestigd in Arlington County (Virginia). De site werd in 2016 opgericht en het jaar daarop gelanceerd door de voormalige Politico-journalisten Jim VandeHei, Mike Allen en Roy Schwartz. De naam van de site is gebaseerd op het Griekse: ἄξιος (áxios), wat "waardig" betekent.
De artikelen van Axios zijn doorgaans kort en zakelijk. De meeste zijn korter dan 300 woorden en gebruiken opsommingstekens, zodat ze snel te lezen zijn. Naast nieuwsartikelen, produceert Axios dagelijkse en wekelijkse sector-specifieke nieuwsbrieven, en podcasts. De inhoud van de site is grotendeels vrij toegankelijk.